# Miguel Arcanjo Prado
Miguel Arcanjo Prado (Belo Horizonte, 3 de dezembro de 1981) é um jornalista brasileiro.
Diretor do site Blog do Arcanjo. Bacharel em Comunicação Social - Jornalismo - pela Universidade Federal de Minas Gerais, especialista em Mídia, Informação e Cultura na ECA-USP e mestre em Artes pela UNESP. Vive em São Paulo desde 2007. É crítico membro da APCA (Associação Paulista de Críticos de Artes), na qual foi vice-presidente.

## Biografia
Atuou como colunista de Entretenimento do portal UOL. Também é editor-chefe do site Blog do Arcanjo focado no jornalismo cultural e de Entretenimento, desde 2012 .
Em Belo Horizonte, foi estagiário de jornalismo na TV Globo Minas, trabalhando sob a chefia de Paulo Valladares, José Amaro Siqueira (Zinho) e Renê Astigarraga, e na TV UFMG, sob direção de Marcílio Lana, onde foi produtor, repórter, coordenador de pauta, editor, editor-chefe e apresentador do programa Câmera Aberta.
Estreou no jornalismo em 2003, seu primeiro ano no curso de jornalismo na UFMG, no semanário O Pasquim 21 - uma tentativa de reavivar O Pasquim capitaneada pelos irmãos Zélio e Ziraldo Alves Pinto, como cronista colaborador, apresentado aos leitores por Fausto Wolff.
Já trabalhou como repórter de TV e teatro no jornal Agora São Paulo, do Grupo Folha, e na Ilustrada da Folha Online - Folha de S.Paulo. Também foi repórter da revista Contigo!, onde assinou ainda as colunas de teatro e a coluna Intervalo, sobre o mercado publicitário. Foi aluno do Curso Abril de Jornalismo, turma de 2007, na Editora Abril e teve aulas com nomes como Mônica Bergamo, JR Duran, Carlos Tramontina, Roberto Civita e Thomaz Souto Corrêa. Na Record, foi editor por 7 anos de Cultura, Famosos e TV do portal R7, do qual fez parte da equipe criadora. Foi colunista de Cultura da Record News, onde apresentou por cinco anos a Agenda Cultural dos programas Hora News e Zapping. Ainda atuou como produtor sênior do Domingo Show, na Record, e produtor artístico executivo do programa Superpoderosas, na Band.
É criador do show musical-poético Revertério, apresentado em Belo Horizonte entre 2004 e 2007..
Entre 2009 e 2015 foi colunista do Portal R7, da Rede Record, onde atuou como editor de cultura e colunista de cultura e entretenimento. Foi também responsável pela Agenda Cultural da Record News, exibido às sextas-feiras no Hora News entre 2009 e 2015. Também apresentou a Agenda Cultural no programa Zapping, apresentado por Vera Viel, também na Record News.
Também já fez participações nos programas Hoje em Dia, Tudo É Possível e Programa da Tarde, além de participar como comentarista dos telejornais Fala Brasil, SP no Ar, Balanço Geral e Domingo Espetacular, na Record. Ainda foi produtor executivo artístico do programa Superpoderosas, na Band, e colunista dos programas Mulheres, na TV Gazeta, e Vida e Estilo, na Rede Brasil de Televisão. Na Rede TV!, foi colunista dos programas Melhor pra Você e Tricotando.
É vencedor dos prêmios Inspiração do Amanhã, Prêmio Leda Maria Martins, Medalha da Ordem da Cultura Nelson Rodrigues e Prêmio Referência Nacional da ANCEC, Troféu Nelson Rodrigues além de ter sido eleito três vezes um dos melhores jornalistas de cultura do Brasil pelo Prêmio Comunique-se. Também atua como jurado dos prêmios APCA, Reverência, Bibi Ferreira, Aplauso Brasil, do Humor, Sesc Melhores Filmes, Canal Brasil de Curtas.
Em 2019 anunciou o Prêmio Arcanjo de Cultura,[carece de fontes?] que premia expoentes das Artes Visuais, Cinema, Música, Streaming/ TV e Teatro.